# Fürstenforst
Fürstenforst (fränkisch: Foaschd) ist ein Gemeindeteil des Marktes Burghaslach im mittelfränkischen Landkreis Neustadt an der Aisch-Bad Windsheim in Bayern. Die Gemarkung Fürstenforst hat eine Fläche von 0,857 km². Sie ist in 196 Flurstücke aufgeteilt, die eine durchschnittliche Fläche von 4374,24 m² haben.

## Geographie
Das Dorf bildet mit Burghaslach im Süden eine geschlossene Siedlung und liegt am Südhang einer Anhöhe des Steigerwalds. Eine Gemeindeverbindungsstraße führt zur Staatsstraße 2261 (0,3 km südlich) bzw. nach Heuchelheim (3,4 km nordwestlich).

## Geschichte
Der Ort wurde erstmals im Jahr 1314 erwähnt, als ein Hans von Vestenberg, Landrichter der Burggrafschaft Nürnberg, als Inhaber eines seit „urdenklichen Zeiten“ bestehenden freiadligen Ritterguts genannt wird. Er erhielt Fürstenforst als Lehen von der Burggrafschaft. Als 1687 die Linie Vestenberg zu Burghaslach ausstarb, fiel das Lehen an das Markgraftum Brandenburg-Ansbach als Rechtsnachfolger der Burggrafschaft heim. Das Hochgericht übte bis zum Ende des Alten Reiches die Castell’sche Cent Burghaslach aus.
Im Rahmen der bayerischen Gemeindeedikte (frühes 19. Jahrhundert) wurde Fürstenforst dem Steuerdistrikt Burghaslach zugewiesen. Wenig später entstand die Ruralgemeinde Fürstenforst. Sie unterstand in Verwaltung und Gerichtsbarkeit dem Herrschaftsgericht Burghaslach und in der Finanzverwaltung zunächst dem Rentamt Scheinfeld, nach dessen Auflösung im Jahr 1818 dem Rentamt Iphofen. Nach 1829 kam Fürstenforst an das Landgericht Markt Bibart und Harthof kam von der aufgelösten Gemeinde Buchbach hinzu. Ab 1862 war für die Verwaltung das Bezirksamt Scheinfeld zuständig (1939 in Landkreis Scheinfeld umbenannt) und für die Finanzverwaltung ab 1879 das Rentamt Markt Bibart (1919–1929: Finanzamt Markt Bibart, 1929–1972: Finanzamt Neustadt an der Aisch, seit 1972: Finanzamt Uffenheim). Die Gerichtsbarkeit blieb beim Landgericht Markt Bibart, mit dessen Auflösung kam sie 1879 an das Amtsgericht Scheinfeld. Nach 1867 wurde Harthof nach Kirchrimbach umgemeindet. 1964 hatte die Gemeinde Fürstenforst eine Gebietsfläche von 0,870 km². Am 1. Januar 1972 wurde Fürstenforst im Zuge der Gebietsreform in Bayern nach Burghaslach eingemeindet.

### Baudenkmäler
In Fürstenforst gibt es drei Baudenkmäler:
- Haus Nr. 68: Brunnen
- Haus Nr. 69: Wohnstallhaus
- Haus Nr. 70: Schloss Fürstenforst

### Einwohnerentwicklung
| Jahr      | 1818   | 1840   | 1852   | 1855   | 1861   | 1867   | 1871   | 1875   | 1880   | 1885   | 1890   | 1895   | 1900   | 1905   | 1910   | 1919   | 1925   | 1933   | 1939   | 1946   | 1950   | 1952   | 1961   | 1970   | 1987  |
| Einwohner | 157    | 177    | 169    | 157    | 147    | 157    | 152    | 143    | 145    | 149    | 146    | 122    | 108    | 108    | 103    | 100    | 97     | 90     | 80     | 123    | 111    | 93     | 87     | 90     | 63    |
| Häuser    | 31     | 23     |        |        |        |        | 26     |        |        | 24     | 24     |        | 24     |        |        |        | 21     |        |        |        | 20     |        | 19     |        | 25    |
| Quelle    | [ 10 ] | [ 17 ] | [ 18 ] | [ 18 ] | [ 19 ] | [ 20 ] | [ 21 ] | [ 22 ] | [ 23 ] | [ 24 ] | [ 25 ] | [ 18 ] | [ 26 ] | [ 18 ] | [ 27 ] | [ 18 ] | [ 28 ] | [ 18 ] | [ 18 ] | [ 18 ] | [ 29 ] | [ 18 ] | [ 12 ] | [ 30 ] | [ 2 ] |

## Religion
Fürstenforst ist seit der Reformation evangelisch-lutherisch geprägt und nach St. Ägidius (Burghaslach) gepfarrt. In Fürstenforst gab es im 19. Jahrhundert eine jüdische Gemeinde.